# Doller
De Doller is een 56 kilometer lange rivier in de Franse regio Elzas.
De rivier ontspringt op een hoogte van 922 m in Dolleren bij de Ballon d'Alsace in de Vogezen. Hij heet hier al Doller en neemt aan de linkerzijde de Wagenstallbeek op. Nadat hij in een grote bocht meer dan 180° is gedraaid, begeeft hij zich in de Vallée de la Doller in Masevaux in zuidoostelijke richting. In dit dal liggen de gemeenten Sewen, Dolleren, Oberbruck, Kirchberg, Wegscheid, Niederbruck, Sickert, Masevaux en Sentheim. Na de Vogezen verandert de Doller van richting en stroomt hij naar het oosten. Hij passeert de agglomeratie van Mulhouse en stroomt dan naar het noorden. Ten slotte mond hij uit in de Ill.
- Virtual International Authority File: 63144647633745786859